# Volkswagen e-up!
Volkswagen e-up! – elektryczny samochód osobowy klasy miejskiej produkowany pod niemiecką marką Volkswagen w latach 2013–2023.

## Historia i opis modelu

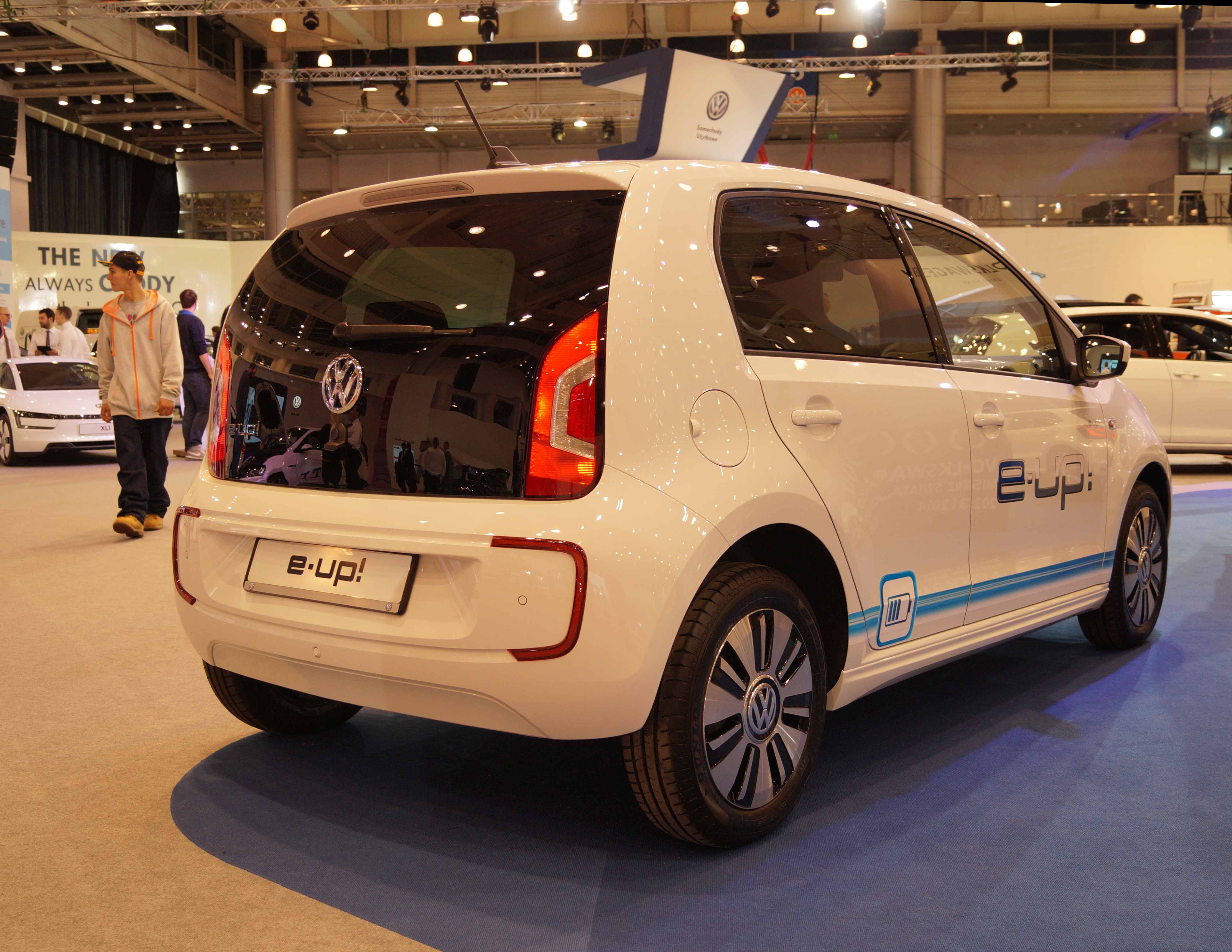
Volkswagen e-up! - tył

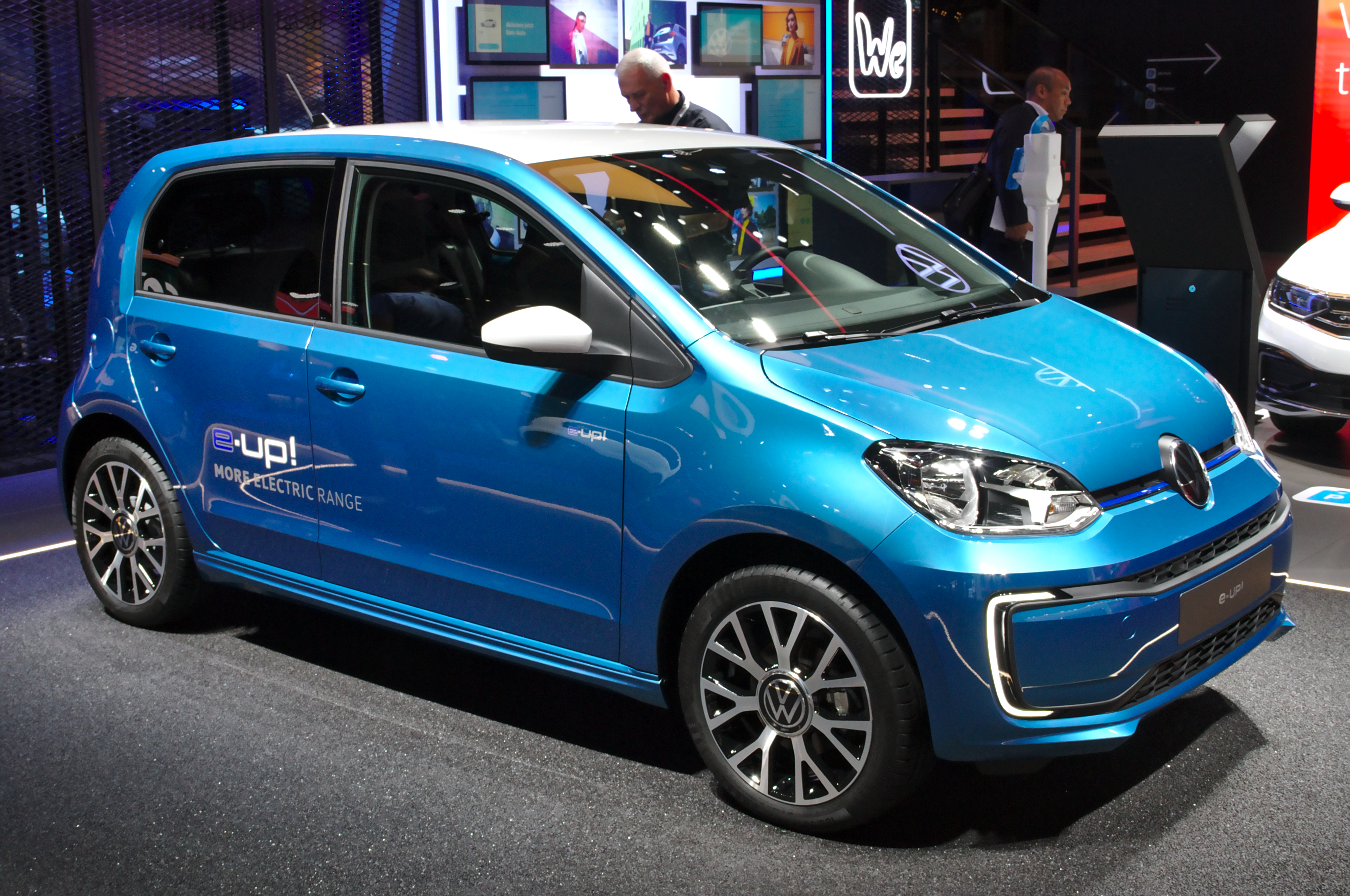
Volkswagen e-up! po liftingu

Oficjalna premiera elektrycznego wariantu miejskiego modelu up! miała miejsce jesienią 2013 roku. Samochód przyjął wówczas formę dodatkowej wersji w gamie tego modelu, zyskując subtelne zmiany w wyglądzie pozwalające na odróżnienie od spalinowego up! - były to szczeliny przedniego oraz tylnego zderzaka. 

### Lifting
We wrześniu 2019 roku Volkswagen przedstawił e-up!-a po gruntownej modernizacji, która pod kątem wizualnym jest niemal identyczna z liftingiem spalinowego up!a z 2016 roku. Zmieniły się jedynie diody do jazdy dziennej w przednim zderzaku i odświeżone logo producenta, które zadebiutowało chwilę wcześniej na modelu ID.3. Pod kątem technicznym z kolei, e-up! po modernizacji jest samochodem zupełnie nowym - otrzymał on napęd elektryczny nowej generacji, który oferuje większą moc i wyraźnie większy zasięg.
Od 2020 roku, razem z bliźniaczymi modelami spod znaku Skody i SEATa, koncern Volkswagena produkował swoje najmniejsze samochody tylko w wariantach elektrycznych. Oznacza to, że e-up! zastąpił spalinowy wariant po 6 latach współistnienia w gamie. Bezpośrednią przyczyną jest zaostrzenie norm emisji spalin przez unijne organy, które od 2020 roku - zdaniem Volkswagena - uczynią produkcję spalinowego up!-a nieopłacalną. 
Jednakże, po wykupieniu przewidzianej puli wyprodukowanych egzemplarzy przez klientów, we wrześniu 2020 roku Volkswagen zdecydował się nie kontynuować produkcji modelu i stopniowo wycofywać go z gamy, podobnie jak bliźniaczą Škodę Citigo-e iV. 
W 2023 roku, po 10 latach produkcji ostatecznie zakończono produkcję modelu łącznie z wersją spalinową. 

### Dane techniczne
W wersji sprzed modernizacji, samochód otrzymał elektryczny układ napędowy składający się z baterii 18,7 kWh. Rozwijała ona moc 82 KM i maksymalny moment obrotowy wynoszący 210 Nm. W ten sposób, pojazd oferował 160 kilometrów zasięgu na jednym ładowaniu i prędkość maksymalną wynoszącą 135 km/h. E-up! pozostawał w pierwszych latach obecności rynkowej samochodem drogim, jak na realia segmentu A - kosztował w Polsce 111 tysięcy złotych.
Po modernizacji, e-up! otrzymał większą baterię, która wynosi teraz 32,3 kWh. Przekłada się to na moc 83 KM i zasięg wynoszący według deklaracji producenta 260 kilometrów. Nieznacznie zmieniły się jednak osiągi - samochód ma porównywalną prędkość maksymalną, wynosząca ok. 130 km/h.